# Star Wars: Squadrons
Star Wars: Squadrons (с англ. — «Звёздные войны: Эскадрильи») — компьютерная игра по вселенной Звёздных войн в жанре космического симулятора от первого лица, разработанная канадской студией Motive Studios и изданная Electronic Arts на PlayStation 4, Xbox One и Windows. Действие игры разворачивается после событий шестого эпизода Звёздных войн, «Звёздные войны. Эпизод VI: Возвращение джедая». Сюжетная кампания разворачивается вокруг Авангардной эскадрильи Новой Республики и эскадрильи Титанов Галактической Империи, обе из которых участвуют в республиканском проекте «Звёздный ястреб». Авангардная эскадрилья хочет обеспечить завершение проекта, в то время как эскадрилья Титанов пытается уничтожить его.
Игра получила в целом положительные отзывы со стороны игровых критиков. Наиболее хорошо был оценён захватывающий геймплей и мультиплеер, однако слабая сюжетная кампания и отсутствие дополнительного контента были встречены неоднозначно.

## Игровой процесс
Star Wars: Squadrons — космический симулятор от первого лица. Игрок берёт под свой контроль истребители либо от Галактической Империи, либо от Новой Республики. На кораблях можно перемещаться, использовать вооружение и щиты, чтобы побеждать противников в бою. У имперских истребителей отсутствует щит, у них имеются другие дополнительные функции. По мере того, как игрок зарабатывает очки опыта, он может открыть новое оружие для своего корабля, щиты, улучшения и разные косметические предметы для пилота и истребителя. За выполнение ежедневных задач можно получить очки славы, которые тратятся на те же косметические предметы, вроде наклеек или красок. Игрок может проверить состояние своего истребителя, щиты и мощность, просматривая приборы в кабине пилота.
Геймплей создан на основе классов для своего игрока. У каждого класса свой истребитель, он также выбирается благодаря фракции персонажа. Всего классов четыре: истребитель (TIE Fighter за Империю и X-Wing за Республику), перехватчик (TIE Interceptor у имперцев, A-Wing у республиканцев), бомбардировщик (TIE Bomber, Y-Wing) и поддержка (TIE Reaper, U-Wing).
В игре присутствует однопользовательский и многопользовательский режимы. Однопользовательский режим представляет собой сюжет, действие которого разворачивается между Империей и Республикой. Он начинается после уничтожения второй «Звезды Смерти». Повествование зависит от того, за кого игрок играет: за пилота из Авангардной эскадрильи Новой Республики, или же из эскадрильи Титанов Галактической Империи. В многопользовательском режиме же игрок может играть в онлайн-матчи в «Dogfight» (с англ. — «Воздушный бой»), представляющий собой командный бой на 10 человек по две команды.